# Melkweg
Koordinaten: 52° 21′ 53,2″ N, 4° 52′ 52,8″ O

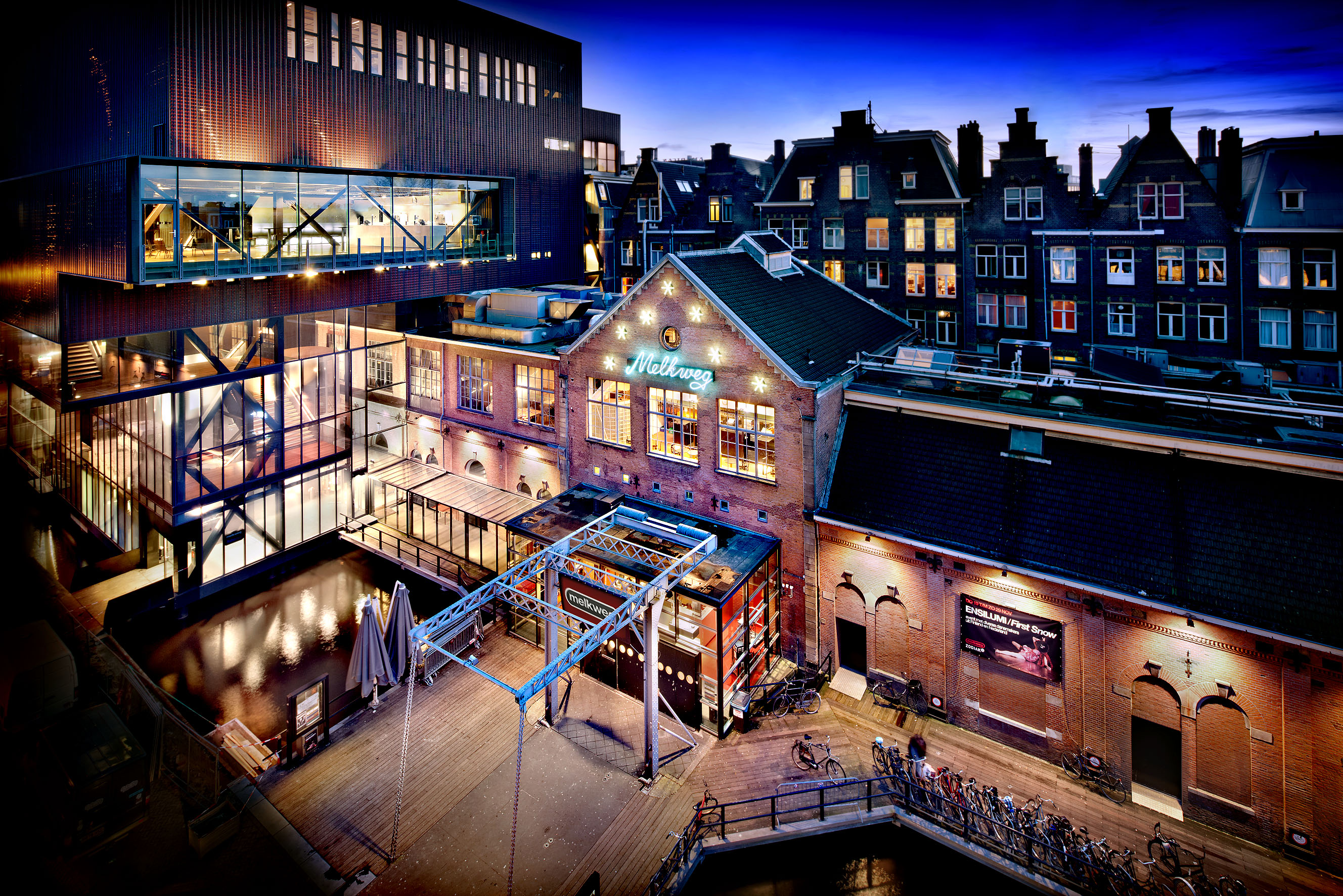
Melkweg

Der Melkweg in Amsterdam (Niederlande) ist ein Multimedia-Zentrum für Rock-, Jazz-, Blues-Musik sowie für Theater, Film, Galerie und Tanz.

## Geschichte
Im 18. Jahrhundert war in dem Gebäude des heutigen Melkwegs („Milchstraße“) eine Zuckerraffinerie untergebracht, die am 16. September 1920 geschlossen wurde. Danach übernahm eine „Einvernehmliche Vereinigung von Viehhaltern zum Verkauf von reiner Kuhmilch“ (Onderlinge Vereniging van Veehouders tot verkoop van zuivere Koemelk, OVvV) die Fabrik. Im April 1969 wurde die „Milchfabrik“ ebenfalls geschlossen.
1970 suchte eine niederländische Theatergruppe für Vorstellungen im Sommer ein geeignetes Gebäude. Mit 25.000 Gulden Startkapital renovierte sie die „alte Milchfabrik“ und nannte sie Melkweg. Es wurde ein Jugendzentrum eingerichtet mit unter anderem einem Restaurant, einer Teestube und einem Saal für Musik und Theater. Die Gemeinde Amsterdam subventionierte das Jugendzentrum mit 10.000 Gulden und das niederländische Kulturministerium investierte 15.000 Gulden. Das Amsterdamer Jugendamt überwachte den Aufbau des Zentrums. Da der Umbau und die Renovierungsarbeiten viel Geld kosteten und nur eine notdürftige Beleuchtung vorhanden war und keine Heizungen, wurde das Projekt im gleichen Jahr wieder gestoppt. 1971 wurde der Melkweg mit Erfolg wieder geöffnet mit Film- und Videovorstellungen sowie Lichtshows und wie anfangs geplant einem Theater. Der anfängliche Erfolg hatte seine Schattenseiten. Es gab wiederum Probleme mit der Feuerwehr wegen mangelnder Sicherheitsvorkehrungen und Drogendealern. Ein erneuter Start kam 1972 zustande. Nach langen Verhandlungen mit der Gemeinde Amsterdam (Abteilung „Kunst“) wurde den Organisatoren ein Betrag von 50.000 Gulden zur Verfügung gestellt. Ein privater Spender überwies dem Melkweg 30.000 Gulden.

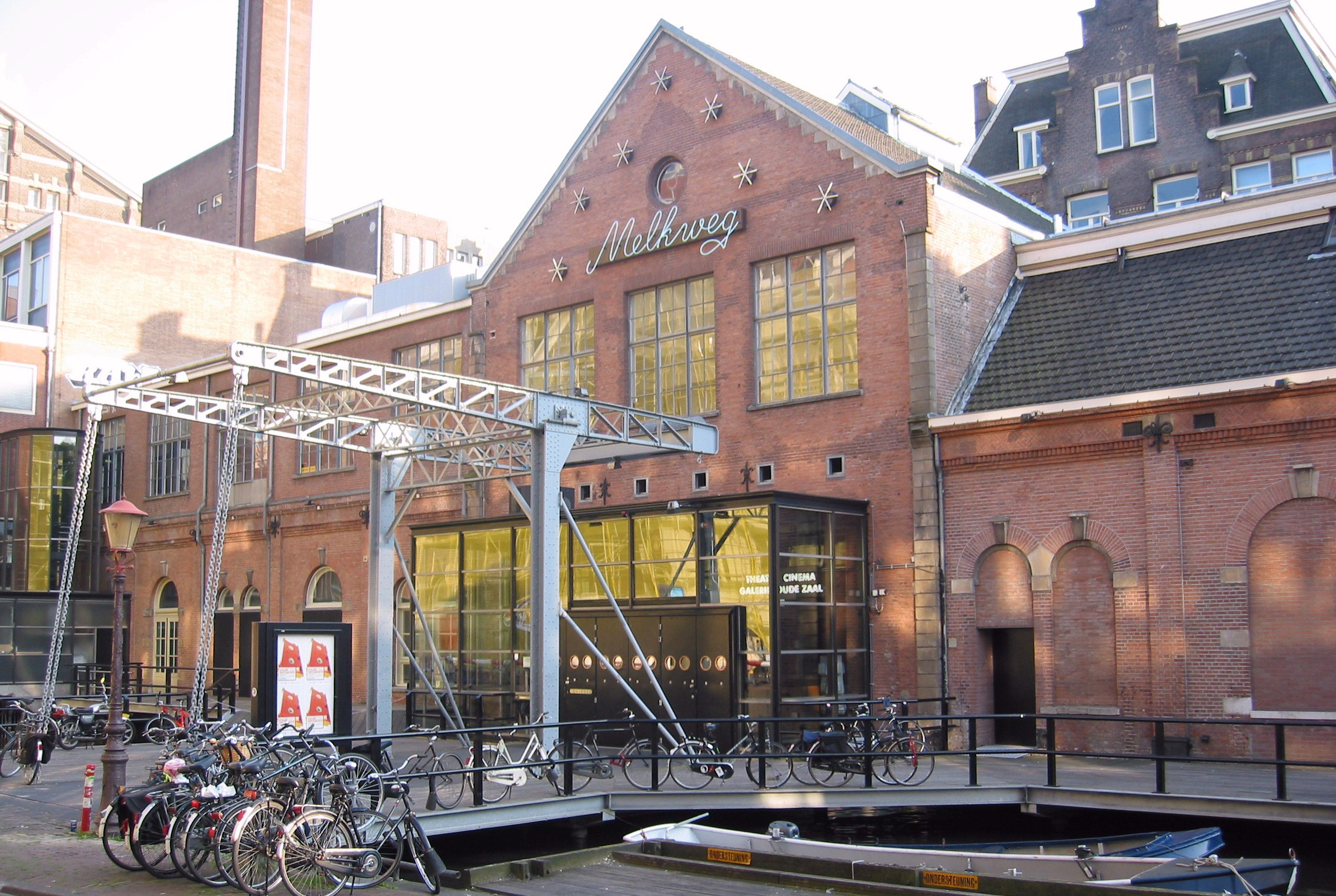
Melkweg in der Lijnbaansgracht

Die Entwicklung des Melkweges war ein permanenter Prozess vom Jugendzentrum zum Multimedia-Zentrum. Das Zentrum war nun aus der finanziellen Krise und laufend geöffnet. In den 1970er Jahren waren es jährlich rund 175.000 und in den 1980er Jahren (auf dem vorläufigen Höhepunkt) circa 275.000 Besucher aus dem In- und Ausland. Seit 1977 organisiert der Melkweg auch Festivals, so das Internationale Frauenfestival, das One-World-Poetry-Festival sowie Festival of Fools. 1984 wurde eine Galerie eröffnet. In den 1990er Jahren belief sich die jährliche Besucheranzahl auf etwa 160.000. 2009 waren es bereits 450.000 Besucher. Der Musiksaal wurde 1995 für 1.500 Besucher erweitert und erhielt den Namen „The Max“.
2009 wurde die angrenzende Stadsschouwburg durch den „Rabozaal“ mit dem Melkweg verbunden. Da die Rabobank sich daran beteiligte, wurde der Saal nach der Bank benannt. Der Rabozaal, ein multifunktioneller Theatersaal, wird in Zusammenarbeit mit der Toneelgroep Amsterdam („Theatergruppe Amsterdam“), der Stadsschouwburg und dem Melkweg betrieben. Es befindet sich ein Restaurant im Gebäude.
Die Organisation des heutigen Melkweg besteht aus einem allgemeinen Direktor, einem finanziellen Direktor, neun Programmgestaltern und zehn Abteilungen. Die Einnahmen kommen aus dem Eintrittsgeld und weniger als 10 Prozent sind Zuschuss von der Gemeinde. Der Haupteingang vom Melkweg liegt an der Lijnbaansgracht. Die Eingänge für das Café-Restaurant und die Galerie in der Marnixstraat. Etwa ein bis zwei Minuten Laufabstand vom Leidseplein.
Im Melkweg traten und treten internationale Bands, Künstler und Musiker auf wie beispielsweise Arctic Monkeys, Bad Religion, Beastie Boys, Black Rebel Motorcycle Club, Brett Anderson, Bring Me the Horizon, Christian Steiffen, Coldplay, Dir en grey, Foo Fighters, Fun Lovin’ Criminals, Hiro Yamamoto,  Jakob Dylan, Jango Edwards, Jeff Mills, Lady Gaga, Lostprophets, N*E*R*D, NOFX, Prince, Queens of the Stone Age, Robbie Williams, The Darkness, The Rasmus, U2, Willie Nelson, Querbeat, Yonderboi, Zorch und viele andere.

## Archive
- Jan van der Hoef: Collection Summary: Archief Melkweg (Amsterdam), 1970-1993. In:  IISG Amsterdam. 1997 (niederländisch, Jahresberichte, Protokolle, interne Organisation, Presseberichte).